# Lady Musgrave
Lady Musgrave (anglicky Lady Musgrave Island) je ostrov v Korálovém moři náležící do oblasti Tropického Queenslandu v Austrálii. Ostrov se nachází na jižním cípu Velkého bariérového útesu. Je to nízký malý ostrov obklopený korálovou hradbou formující rozlehlou tyrkysovou lagunu.

## Zajímavosti
- Na ostrově se nenachází žádné rekreační zařízení, ale dá se na něm tábořit.
- V období říjen–duben je na ostrov vstup zakázán (hnízdění rybáků).